# 14230 Mariahines
14230 Mariahines è un asteroide della fascia principale. Scoperto nel 1999, presenta un'orbita caratterizzata da un semiasse maggiore pari a 2,2019295 UA e da un'eccentricità di 0,0885986, inclinata di 3,54017° rispetto all'eclittica.